# Блиок, Андрей Николаевич
Андрей Николаевич Блиок (род. 1 июня 1946, Ленинград) — советский и российский живописец, педагог; Народный художник Российской Федерации (2007), член Санкт-Петербургского Союза художников (до 1992 года — Ленинградской организации Союза художников РСФСР).

## Биография
Андрей Блиок родился 1 июня 1946 года в Ленинграде. В 1965 поступил на отделение живописи ЛИЖСА имени И. Е. Репина. В 1971 году окончил институт по мастерской монументальной живописи А. А. Мыльникова с присвоением квалификации художника монументальной живописи, педагога. Дипломная работа — эскизы росписи «Спуск корабля» для Центрального Военно-морского музея в Ленинграде.
С 1971 года участвовал в выставках, экспонируя свои работы вместе с произведениями ведущих мастеров изобразительного искусства Ленинграда. Занимался монументальной и станковой живописью, со временем отдав предпочтение последней. Писал преимущественно пейзажи, реже жанровые и исторические картины, портреты. В 1970—1980 годы неоднократно работал на творческой базе ленинградских художников в Старой Ладоге. В 1972 был принят в Ленинградский Союз художников. С 1973 преподает в ЛИЖСА имени И. Е. Репина. В настоящее время профессор кафедры живописи и композиции института им. И. Е. Репина.
Кроме творческой и педагогической деятельности Блиок ведёт большую общественную работу, являясь заместителем председателя правления и председателем секции живописи Санкт-Петербургского Союза художников, членом Координационного совета творческих союзов Санкт-Петербурга. В 1996 году Блиок был удостоен почетного звания Заслуженный художник Российской Федерации, в 2007 году звания Народный художник Российской Федерации. В 2007 году избран членом-корреспондентом, а с 2013 года является академиком Российской Академии художеств (отделение живописи). Среди произведений, созданных художником, картины «Банковский мостик. Оттепель», «Медсестра Галя» (обе 1972), «На стапеле» (1975), «У Парфенона», «Собор Георгия в Старой Ладоге» (обе 1976), «Свобода», «Коринф» (обе 1977), «Пути-дороги» (1980), «Реставраторы» (1982), «Яблони в цвету», «Иней», «Чёрная речка» (все 2001), «Яблочный сад», «На Волхове» (2005), «На заливе» (2006) и другие.
А. Н. Блиок является действительным членом Академии искусств Китая, приглашенным профессором в Высшей школе послевузовского образования (Пекин), Почётным директором Далянского музея народного искусства, Почетным президентом и членом Президиума международной конфедерации художников Сиху, членом правления Пекинского союза художников масляной живописи, Почетным председателем Творческих союзов провинции Чжэцзян, почетным председателем Ассоциации масляной живописи Китая, почетным профессором Университета Джимей в городе Ксямен, членом редакционной коллегии и попечительского совета Межгосударственного информационно-аналитического журнала о культуре и искусстве государств-участников СНГ «СОДРУЖЕСТВО ИСКУССТВ».
Произведения Андрея Блиока находятся в Русском музее, Третьяковской галерее, в художественных музеях и частных собраниях в России, КНР, Франции, Италии, Англии, США, Мексики, Швейцарии, Кореи, Финляндии, Японии, Германии, Голландии, Израиля, Швеции, Болгарии и других странах.

## Награды и звания
- Орден Дружбы (30 мая 2018 года) — за большой вклад в развитие отечественной культуры и искусства, средств массовой информации, многолетнюю плодотворную деятельность[13]
- Юбилейная медаль «300 лет Российскому флоту» (1997 год)
- Медаль «В память 300-летия Санкт-Петербурга» (2003 год).
- Народный художник Российской Федерации (13 марта 2007 года) — за большие заслуги в области искусства[14].
- Заслуженный художник Российской Федерации (9 марта 1996 года) — за заслуги в области искусства[15].
- Почётный знак «За особый вклад в развитие Санкт-Петербурга» (4 декабря 2024 года) — за особые заслуги перед Санкт-Петербургом в профессиональной или общественной деятельности[16].
- Почётный диплом Законодательного Собрания Санкт-Петербурга (1 июня 2011 года) — за выдающийся личный вклад в развитие культуры и искусства в Санкт-Петербурге и в связи с 65-летием со дня рождения[17].
- Почётный знак «За заслуги в развитии культуры и искусства» (19 мая 2016 года, Межпарламентская ассамблея СНГ) — за значительный вклад в формирование и развитие общего культурного пространства государств — участников Содружества Независимых Государств, в реализацию идей сотрудничества в сфере культуры и искусства[18].
- Юбилейная медаль „МПА СНГ. 25 лет“ (29 ноября 2018 года, Межпарламентская ассамблея СНГ) — за заслуги в деле развития и укрепления парламентаризма, за вклад в развитие и совершенствование правовых основ функционирования Содружества Независимых Государств, укрепление международных связей и межпарламентского сотрудничества[19].
- Почётная грамота Совета МПА СНГ (19 мая 2016 года, Межпарламентская ассамблея СНГ) — за активное участие в деятельности Межпарламентской Ассамблеи и её органов, вклад в укрепление дружбы между народами государств — участников Содружества Независимых Государств[20].
- Серебряная медаль святого апостола Петра (2021 год, Санкт-Петербургская митрополия Русской православной церкви)[21].

## Выставки
- 1972 год (Ленинград): Наш современник. Вторая выставка произведений ленинградских художников.
- 1972 год (Ленинград): По Родной стране. Выставка произведений ленинградских художников.
- 1975 год (Ленинград): Наш современник. Зональная выставка произведений ленинградских художников.
- 1977 год (Ленинград): Выставка произведений ленинградских художников, посвященная 60-летию Великого Октября.
- 1980 год (Ленинград): Зональная выставка произведений ленинградских художников.
- 1997 год (Санкт-Петербург): Связь времен. 1932-1997. Художники - члены Санкт-Петербургского Союза художников России .